# Bellini (Motorenhersteller)
Bellini war ein italienischer Hersteller von Hochleistungsmotoren, insbesondere für den Speedway- und Langbahnsport. Das Unternehmen wurde um 1978 von dem italienischen Ingenieur Paolo Bellini gemeinsam mit dem deutschen Porsche-Mechaniker Walter Krüger gegründet.

## Geschichte
Das erste Projekt der Unternehmensgründer war der Bau eines Spezial-Speedwaymotors mit einem Unterteil des Weslake-OHV-Motors, kombiniert mit einem Porsche-SOHC-2V-Zylinderkopf. Diese Konstruktion, bekannt als Typ T152, nutzte eine Rollenkette zum Antrieb der obenliegenden Nockenwelle.
Ein Nachfolgemodell, der Typ T154, basierte ebenfalls auf einem Weslake-Vierzylindermotor und erhielt einen neuen Zylinder und Zylinderkopf mit vier Ventilen aus einem massiven Aluminiumblock.
1981/82 entwickelte Bellini erstmals einen vollständig eigenständigen Motor, den Typ T254, dessen Kurbelgehäuse, Zylinder, Zylinderkopf und Ventildeckel im eigenen Haus gegossen wurden.
Darauf folgte der Typ T354, ein leistungsstarker Viertaktmotor mit folgenden Konstruktionsmerkmalen:
- Ventilwinkel zwischen Ein- und Auslass 30 Grad
- Aluminiumkolben mit drei Kolbenringen (zwei Kompressionsringe und ein Ölabstreifring)
- Hochleistungs-Kugellager anstelle der sonst üblichen Rollenlager für die Hauptwellenlagerung.
- Ölkreislaufschmierung mit selbst entwickelter Ölpumpe (Öltypen: 20W/40 oder synthetisches 15W/50)
- Elektronische Zündung
- Leistung: 63,5 PS bei 8600/min, maximale Drehzahl: 11.000/min

## Weitere Entwicklungen
Bellini experimentierte auch mit anderen Bauweisen und Teilen:
- SOHC-Vierventil-Version auf Basis eines GM-Zylinderkopfs mit Kettenantrieb der Nockenwelle
- Modifizierte Dell’Orto-Vergaser mit neu konstruierten Schwimmerkammern für horizontale Einbaulage
- Entwicklung von Kupplungen und Zwischenwellen mit einem Gewicht von lediglich 2,3 kg

## Motorsport
Marco Bellini, der Sohn von Paolo Bellini, setzte die Motoren seines Vaters erfolgreich im italienischen Speedwaysport ein. Besonders Ende der 1990er-Jahre kam ein Modell mit stark modifiziertem Desmodromik-Zylinderkopf der Ducati 851 zum Einsatz.